# جمال أباد (ميانة)
جمال‌ أباد هي قرية في مقاطعة ميانة، إيران. عدد سكان هذه القرية هو 24 في سنة 2006.